# Homonymie
Cet article concerne le sens linguistique du terme. Pour les autres sens, voir Homonyme (homonymie).
En langue de tous les jours, l’homonymie est la relation entre des homonymes, c’est-à-dire entre des mots d’une langue qui ont la même connotation orale mais des sens différents. L’homonymie est un cas particulier d’ambiguïté, ici de sens (comme la polysémie, qui va encore au-delà de l’homonymie vraie puisque ne traitant que d’un seul et même mot, ayant une même unique étymologie). L’homonymie syntaxique réfère aux ambiguïtés qui pourraient survenir à cause d’un manque de contexte dans une phrase. Par exemple, le mot « cousins » sans contexte peut signifier des parents ou aussi des insectes.
En linguistique, on décrit l'homonymie comme la relation entre plusieurs formes linguistiques ayant le même signifiant, graphique ou phonique, et des signifiés entièrement différents. Cette acception généralise aussi la notion habituelle d'homonymie à des formes qui ne sont pas des mots, par exemple des locutions.

## Étymologie
Le mot homonyme vient du latin homonymia, « homonymie », emprunté au mot grec ὁμωνυμία / homonumía, « similitude de nom ». Celui-ci dérive des mots ὁμός / homós, « semblable, pareil » et ὄνομα / ónoma, « nom ». Ainsi, il se réfère à deux ou plusieurs concepts distincts partageant le « même nom » ou signifiant.

## Classes d'homonymes
Tout en ayant des sens différents, les homonymes peuvent être des formes linguistiques qui :
- s'écrivent de la même manière (ce sont des homographes). Certains homographes contiennent des lettres capitales dont des majuscules, par exemple les éponymes. Cependant, des homographes non homophones — comme les différentes conjugaisons verbales qui s’écrivent de la même manière en français — ne sont pas considérés comme homonymes[8].

- se prononcent de la même manière et s'écrivent différemment (ce sont des homophones), par exemple :
« le chat qui miaule / le chas de l'aiguille / le shah d’Iran » ;

Puisque la prononciation varie à l'intérieur du domaine linguistique, deux formes homophones pour un ensemble donné de locuteurs peuvent ne plus être homophones pour d'autres locuteurs.
- se prononcent et s'écrivent de la même manière (ils sont à la fois homographes et homophones), par exemple :
« un mineur travaille dans une mine / une mine de crayon / un mineur a tenté de s'introduire dans un bar ».

Ces formes linguistiques qui sont à la fois homophones et homographes sont souvent appelées homonymes vrais, ou homophonographes. On pourrait argumenter que les homonymes ne sont réellement « parfaits » que lorsqu'ils ont même classe lexicale et même genre grammatical.

## Notions proches
- La polysémie est la propriété d'un mot qui a plusieurs sens ; plus généralement, c'est la propriété d'un signifiant qui renvoie à plusieurs signifiés. La distinction entre homonymie et polysémie tient donc à la distinction entre un signifiant et sa forme linguistique. Dans l’homonymie, on a affaire à des signifiants de forme identique mais différents : la différence apparaît dans les étymologies, la convergence des formes est le fait de l’évolution de la langue ; au contraire, la polysémie provient d’un élément et d'une étymologie unique qui revêt plusieurs sens. Comme l'homonymie, la polysémie est un cas particulier de l'ambiguïté.
- Les dictionnaires reconnaissent la distinction entre polysémie et homonymie en faisant d'un élément polysémique une seule entrée de dictionnaire et en faisant des lexèmes homophones deux ou plusieurs entrées distinctes. Les producteurs de dictionnaires prennent souvent une décision à cet égard sur la base de l'étymologie, qui n'est pas nécessairement pertinente, et en fait des entrées distinctes sont nécessaires dans certains cas lorsque deux lexèmes ont une origine commune. Dans ces cas, les mots partagent souvent une origine commune historiquement, mais dans le présent, ils sont sémantiquement sans rapport[9].
- La paronymie est la relation entre deux formes linguistiques, orales ou écrites, qui sont proches mais différentes. C'est donc en quelque sorte une homonymie imparfaite ou approximative[8].

## Exemples en français
- Si vous ne connaissez pas le sujet, laissez ce bandeau (vous pouvez alors contacter les auteurs).
- Si vous supprimez le contenu mis en cause (vous pouvez préalablement contacter les auteurs),

argumentez précisément cette suppression dans la page de discussion
(un manque de référence n'est pas un argument ; une recherche réelle de référence doit avoir été effectuée, être formellement documentée).

### Homophonie
- Paire, père et pair
- Poing, point
- Mettre, mètre et maître
- vers, ver, verre, vert et vair
- foi, fois, foie, et Foix.
- sain, saint, sein, seing, ceint et cinq (dans certains cas particuliers)
- sang, cent, sans, sent
- krach, krak, crac et crack
- Sot, saut, sceau et seau
- mer, mère et maire
- serre, serres, serf, cerf et sère
- part, port et porc peuvent être homophones en français canadien.
- crash est homophone d'une prononciation fautive mais courante de krach.
- oui et Huy sont homophones en français de Belgique.
- ça et sa
- a et à
- cerveau lent et cerf-volant
- iota et yotta
- influant et influent :
  1. Le participe présent du verbe influer et signifie « ayant des effets négatifs » ;
  2. L’adjectif dérivé du verbe influer et signifie « qui a beaucoup d’influence sur les autres »

Des homophones sont d'autant plus sujets à être naturellement confondus que leur sens est proche :
- prémisses et prémices ;
- ballade et balade ;
- Hêtres, êtres et aîtres ;
- exhausser et exaucer (« Si tu rêves de grandeur, exhausse-toi et tu seras exaucé. ») ;
- martyr et martyre ;
- satire et satyre peuvent être confondus, mais pas satire et ça tire ;
- on peut confondre « peu » et « peut » mais c'est peu probable.

### Homographie
Deux mots sont homographes lorsqu'ils s'écrivent de la même manière. Ils peuvent avoir la même prononciation (être homophones) ou non :
- Le vent est à l'est.
- Tu as trois as dans ton jeu de carte.
- Les poules des sœurs du couvent couvent.
- Nous portions des portions de tarte.
- Nous avions des avions.
- Je vis des vis à bois.
- Il n'y a pas de traces de pas sur le sable.
- Tu bois dans le bois de Vincennes.
- Il convient qu'ils convient leurs amis.
- Il lavait au jet d'eau son jet privé.
- Une scolopendre venimeuse erre sur une scolopendre très feuillue.
- Le mousse mange de la mousse au chocolat.
- Une livre de pain qu'il livre avec un livre de recettes.
- Protide, constituant du protium, est homonyme de Protide au sens de protéine.
- La mode est un mode de vie.
- Faire le tour de la tour peut jouer des tours.
- Un  avocat mange de l'avocat.
- Ce vase a été rempli de vase.
- Influent et influent :
  1. Un adjectif dérivé du verbe influer signifiant « qui exerce beaucoup d’influence sur les autres » ;
  2. Le verbe influer conjugué à la troisième personne du pluriel de l’indicatif présent.
- Couvent et couvent - désigne la maison habitée par des religieux et aussi le verbe couver à la 3e personne du pluriel de l’indicatif présent